# Serbelloni (família)

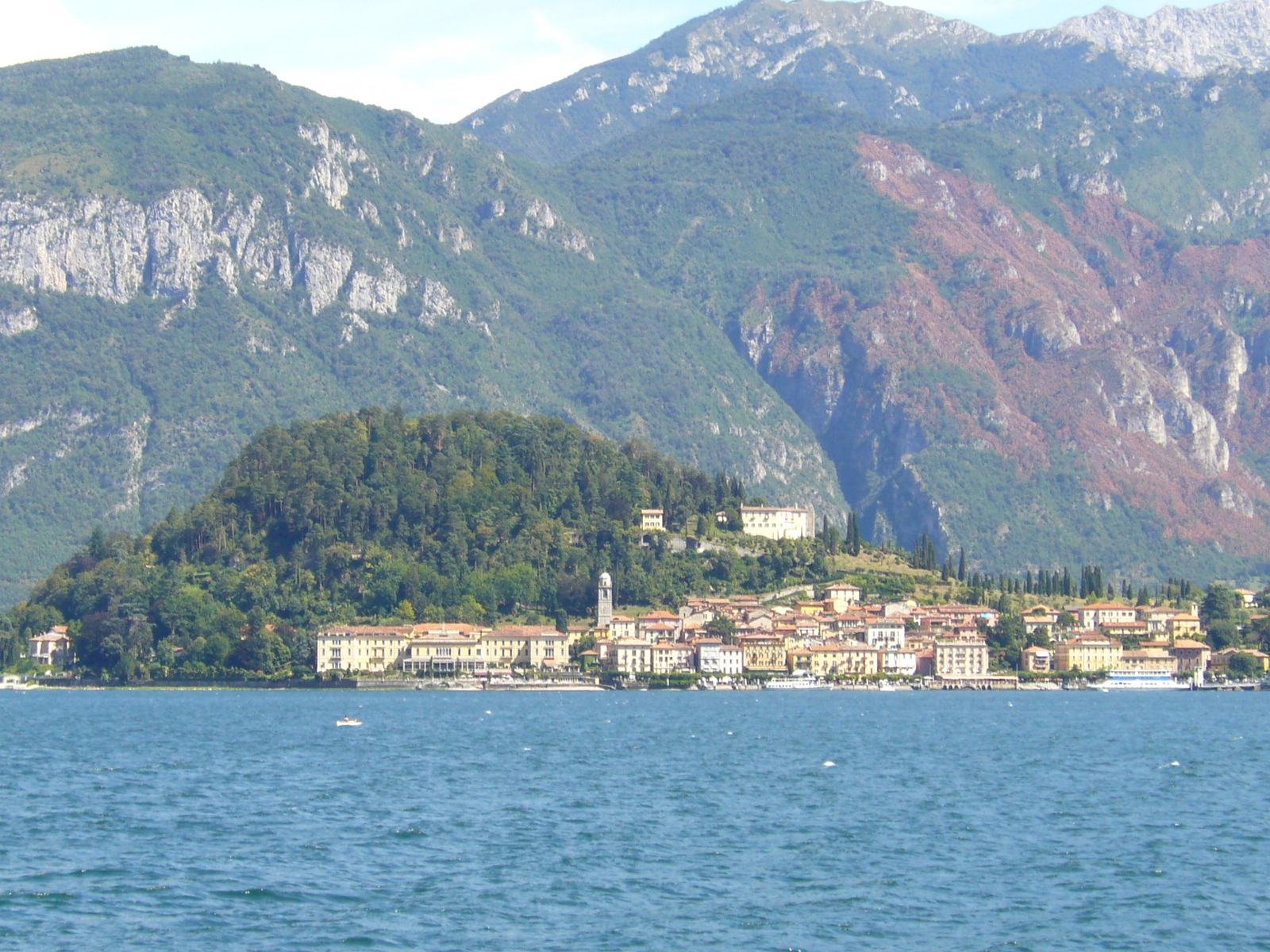
Vista de Bellagio. L'edifici a la corona del turó és Vila Serbelloni.

La família Serbelloni (referenciada per certa historiografia amb la grafia de Sorbelloni) va ser una important família patrícia milanesa d'origen català, (passant per Vimercate), que seria la branca principal de tres branques descendents d'una família borgonyona amb tres branques tardanes (s.XIV-s.XV) (la Catalana, la Napolitana, i la Milanesa principal). Hi ha la incongruència de que de la família Cervelló catalana hi ha referències del s.XI

## Història

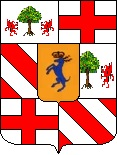
Escut dels Serbelloni de Milà. Al centre hi ha el cérvol dels Cervelló de Catalunya.

Els primers senyals de l'existència de la família Serbelloni es troben a Vimercate, ja des de finals del s.XIV hi ha un tal Pietro dit "Ser Bello" (de qui probablement ve el cognom) i, segons la documentació del Fondo Riva Finoli a l'Arxiu d'Estat de Milà, la família resultava ja ennoblida amb l'oncle del dit Pietro, Vitale, que es casà el 1371amb la noble Caterina de Capitani di Vimercate. Pietro es va casar amb la també noble Benvenuta Casati.
Els Serbelloni feien part del "sotabosc" de la noblesa Milanesa, treballant com notables de la cort, mantenint suaus relacions amb la mateixa, ostentant llocs de responsabilitat entre els laics que dirigien les parròquies. Solament després del matrimoni entre una Serbelloni i Bernardino de Mèdics (recaptador d'impostos i financer de petit nivell), en manera del tot inesperada, la família va entrar a la noblesa. Efectivament el fill primogènit de la parella va ser Gian Giacomo Mèdici dit el Medeghino, fet Marquès de Musso i després, en substitució, de Melegnano, general imperial i beneficiat del Toisó d'or, mentre que el segon fill va ser Giovanni Àngelo, després pontífex amb el nom de Pius IV. Els seus cosins van ser sempre molt afavorits d'aquest parentiu.
Entre els primers exponents rellevants hi ha Gabrio Serbelloni, nomenat capità de Giovanni Giacomo de Mèdici i més tard, sigui gràcies al seu cosí, sigui per evidents mèrits personals, general de l'imperi i del pontífex i el seu germà menor Giovanni Antonio Serbelloni nomenat Cardenal de Pius IV el 1560. El darrer exponent de relleu de la branca principal de la família va ser Gian Galeazzo Serbelloni (Milà, 1744 - 1802), educat per Parini, que va formar part del Directori executiu de la República Cisalpina.
Actualment la branca principal està representada pels Cetti Serbelloni.

## Els palaus
A la família se li deu la construcció d'importants palaus a Milà (en particular l'esplèndid Palau Serbelloni realitzat per Simone Cantoni) i en el feu de Gorgonzola.

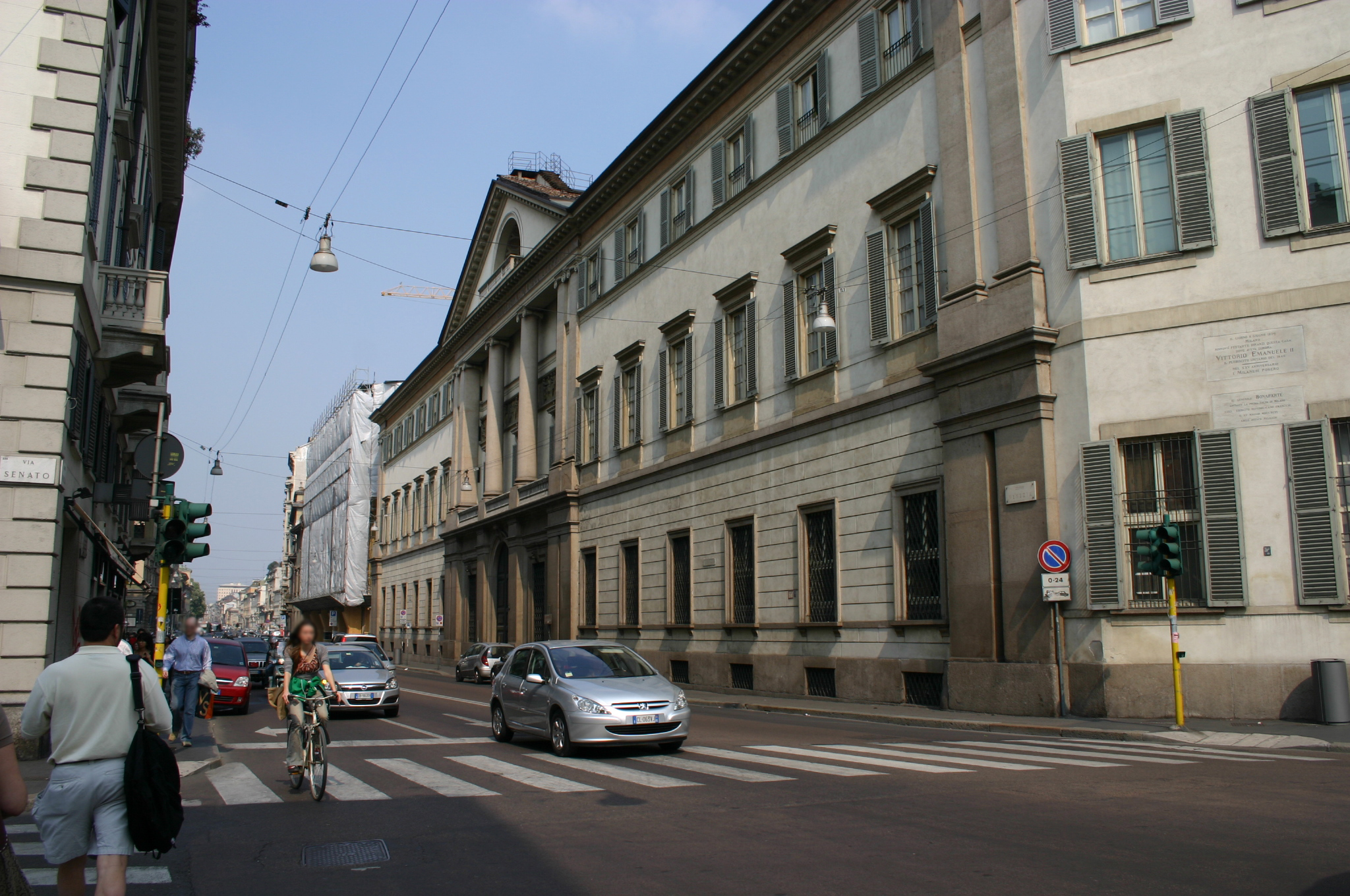
Palau Serbelloni a Milà (1793).

## Ducs de San Gabrio i comtes de Castiglione (1581-avui)[4]

### Comtes de Castiglione
- Giovanni Battista Serbelloni, I comte de Castiglione (fill natural del condottiero Gabrio Serbelloni)
- Giovanni Serbelloni, II comte de Castiglione
- Gabrio Serbelloni, III comte de Castiglione

convertit en duc de San Gabrio

### Ducs de San Gabrio (1684)
- Gabrio Giuseppe Serbelloni, I duc de San Gabrio, III comte de Castiglione (1635-1712)
- Giovanni Serbelloni, II duc de San Gabrio, IV comte de Castiglione (1665-1732), fill del precedent
- Gabrio Serbelloni, III duc de San Gabrio, V comte de Castiglione (1693-1774), fill del precedent
- Giovanni Galeazzo Serbelloni, IV duc de San Gabrio, VI comte de Castiglione (1744-1802), fill del precedent
- Alessandro Serbelloni, V duc de San Gabrio, VII comte de Castiglione (1745-1826), germà del precedent
- Ferdinando Serbelloni, VI duc de San Gabrio, VIII comte de Castiglione (1748-1835), fill del precedent
- Giuseppe Marc Serbelloni, VII duc de San Gabrio, IX comte de Castiglione (?-?), cosí del precedent
- Maria Serbelloni, VIII duquessa de San Gabrio, X comtessa de Castiglione (?-?), filla del precedent
- Giuseppe Crivelli-Serbelloni, IX duc de San Gabrio, XI comte de Castiglione (?-1918), fill del precedent

## Comtes de la Cort de Dovera (1579-inici del XVIII segle)
- Alessandro Serbelloni, I comte de la Cort de Dovera (fill de Giovanni Battista, germà del condottiero Gabrio Serbelloni)
- Carlo Francesco Serbelloni, II comte de la Cort de Dovera
- Gabrio Serbelloni, III comte de la Cort de Dovera
- Antonio Serbelloni, IV comte de la Cort de Dovera
- Paolo Serbelloni, V comte de la Cort de Dovera